# Augsburg-Inningen
Inningen ist ein Stadtteil am südlichen Stadtrand von Augsburg mit rund 4750 Einwohnern und einer Fläche von etwa 12,78 km².

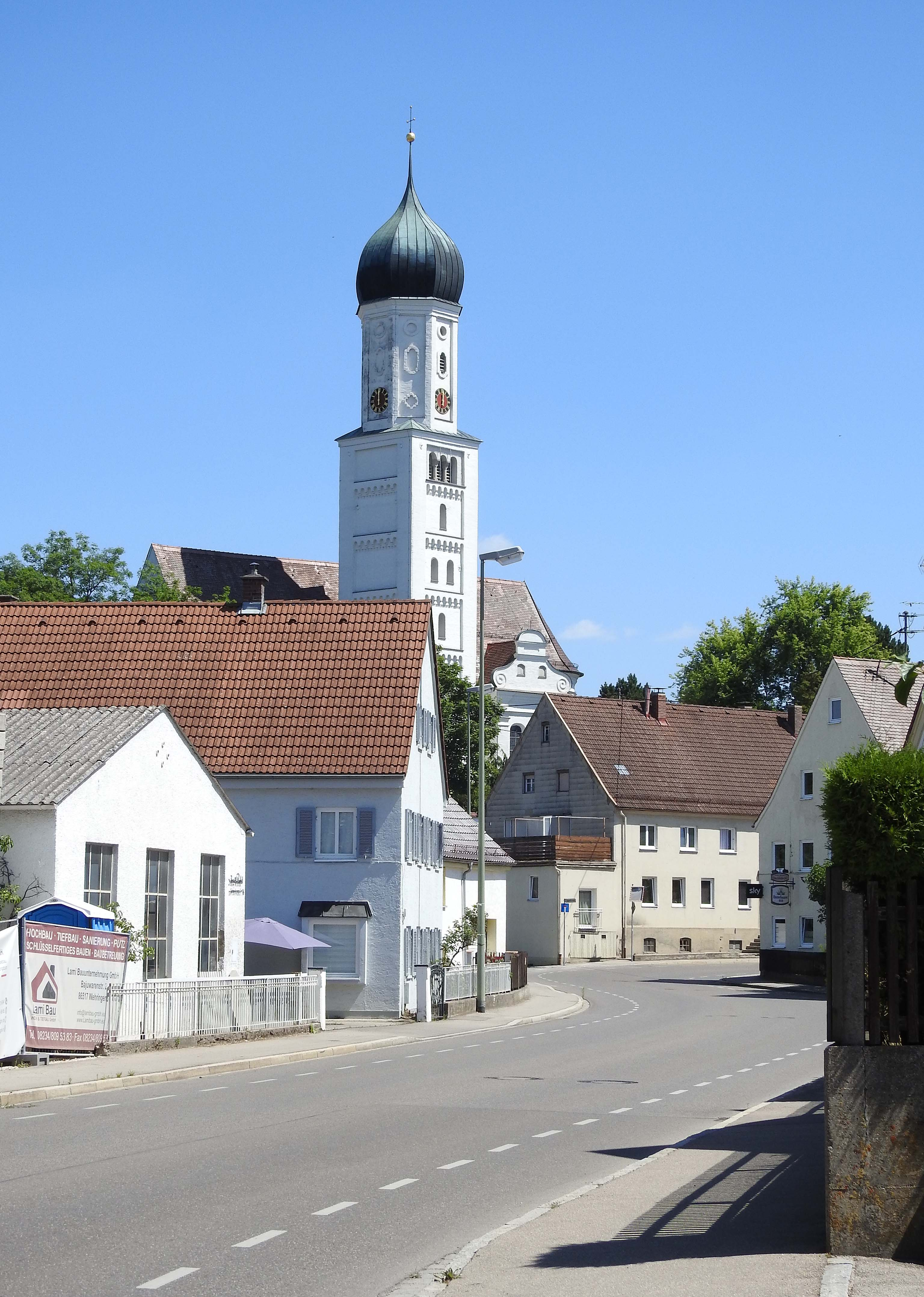
Ortsmitte Inningen von Süden

## Geschichte
Vermutlich um 506 von Alemannen gegründet wird Inningen 1071 erstmals urkundlich erwähnt. Jedoch siedelten bereits in der Frühzeit im Bereich des heutigen Inningen Menschen und es führte eine römische Straße von Augsburg nach Kempten durch den heutigen Ort, von der sich noch ein alter römischer Meilenstein erhalten hat. 1713 wird die das Ortsbild prägende Pfarrkirche St. Peter und Paul erbaut. War Inningen bis nach dem Zweiten Weltkrieg noch ein landwirtschaftlich geprägtes Dorf, hat sich seitdem ein Wandel hin zu einem bevorzugten Wohnquartier Augsburgs entwickelt. Während der Gemeindegebietsreform verlor Inningen am 1. Juli 1972 seine Selbständigkeit und wurde in die Großstadt Augsburg eingemeindet, nachdem es einen Tag vorher das benachbarte Bergheim eingemeindet hatte. Dieser Ort war im Eilverfahren durch die Gemeindeverwaltungen an Inningen angeschlossen worden, um ebenfalls Augsburger Stadtteil zu werden und eine Busverbindung (und weitere Annehmlichkeiten) zu bekommen.

## Verkehrsanbindung
An der autobahnähnlich ausgebauten B17 besteht in ungefähr zwei Kilometer Entfernung vom Ort die Auffahrt A.-Inningen/A.-Haunstetten.

### Bahnhof Inningen

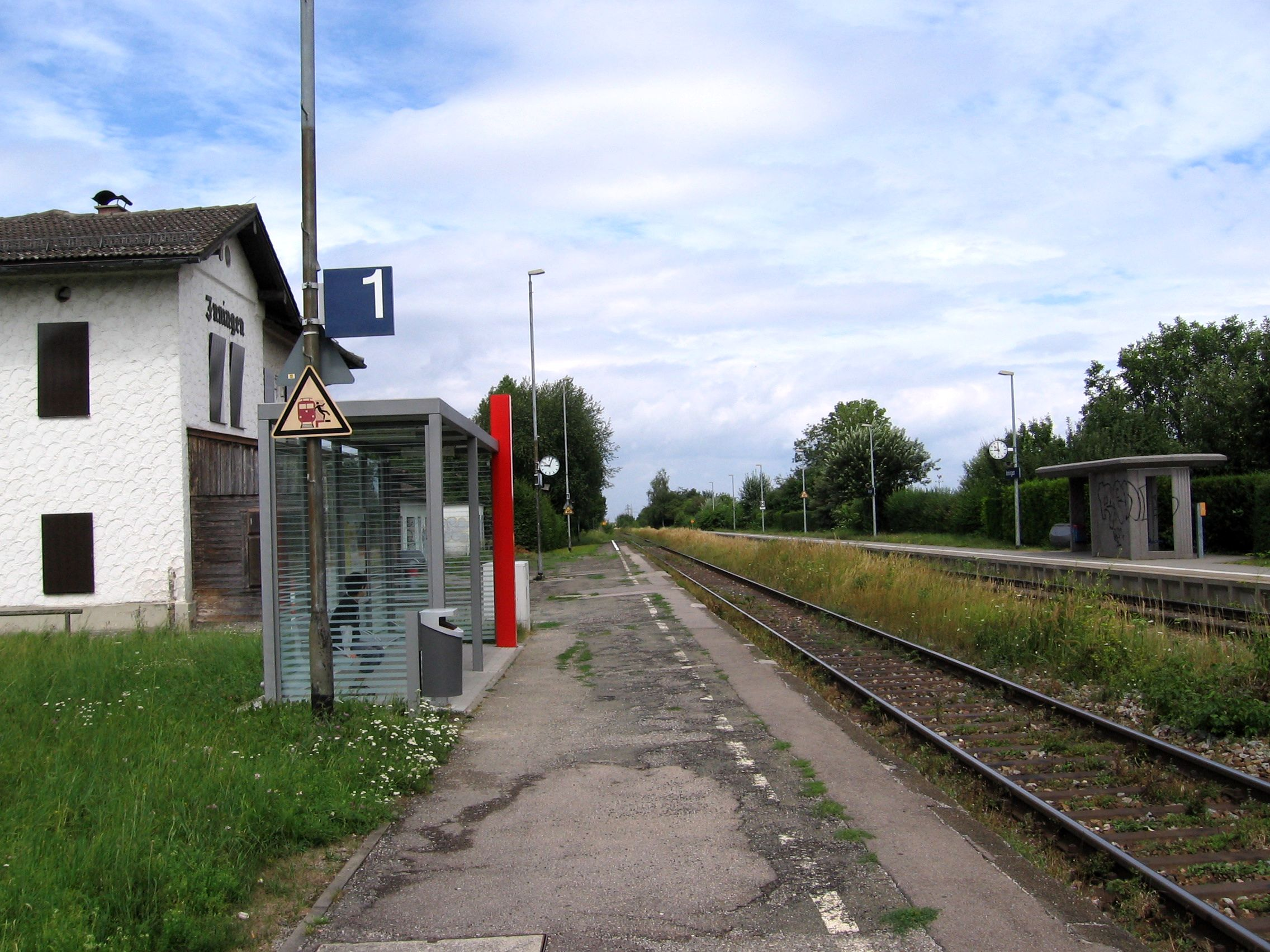
Der Inninger Bahnhof

Inningen besitzt einen 1847 an der Ludwigs-Süd-Nord-Bahn eröffneten Bahnhof (48° 18′ 41″ N, 10° 52′ 8″ O) an der Bahnstrecke Augsburg–Buchloe. In den 1960er Jahren wurde die heute hauptsächlich von Pendlern im Nahverkehr genutzte Station zu einem Haltepunkt mit Ausweichanschlussstelle umgebaut, deren Ladegleis bis in die 1990er Jahre zum Verladen landwirtschaftlicher Produkte wie Zuckerrüben und für Brennstoffe genutzt wurde. Heute besteht die Station aus einem unbesetzten Empfangsgebäude und zwei Außenbahnsteigen, die über eine Fußgängerunterführung erreichbar sind. Zum 28. Mai 1995 wurde der personenbediente Fahrkartenverkauf am Bahnhof Inningen eingestellt und der Verkauf von Nahverkehr-Fahrkarten durch einen Kombi-Automaten ermöglicht. In der amtlichen Bekanntmachung wurden die Passagiere für den Fernverkehr sowie für den Erwerb von Streckenzeitkarten zunächst an die Fahrkartenausgabe am Bahnhof Bobingen und an das Reisezentrum des Augsburger Hauptbahnhof verwiesen.

### Nahverkehr
Der Bahnhof wird durch die Regionalbahnlinien R7 und R8 regelmäßig angefahren. Im Rahmen der Planungen für den Regio-Schienen-Takt Augsburg ist eine Anbindung im 15-Minuten-Takt geplant. Zudem wird Inningen durch die Regionalbuslinien 700, 721 und 797 (Nachtbus) sowie die Stadtbuslinie 38 an die Innenstadt angebunden. Eine städtische Nachtbuslinie verkehrt seit dem Fahrplanwechsel 2012 nicht mehr.

## Einrichtungen und Geschäfte
Inningen verfügt über mehrere Praxen von Allgemeinärzten, einen Zahnarzt und eine Physiotherapiepraxis. Es besitzt zwei Kindergärten, eine Kinderkrippe sowie mehrere Lebensmittelgeschäfte, eine Volksschule (Grundschule) und eine Schlosserei.

## Kirchen und Religionsgemeinschaften

### Evangelische Kirchen
- St. Johannes

### Katholische Kirchen
- St. Petrus und Paulus

## Persönlichkeiten
- Ulrich Peutinger (1751–1817), Benediktiner, Theologe und Hochschullehrer